# Mina Lachter
Mina Lacher est une comédienne de théâtre, de télévision et de cinéma algérienne née en septembre 1989 à Biskra en Algérie, connue pour ses rôles dans les séries télévisées Saad El-Gat, Zhar makanch, Timoucha et Dar Lefchouch sur les chaines de la télévision algérienne.

## Biographie

### Enfance et adolescence
Mina Lachter naît en 1989 à Biskra en Algérie, dans une famille de classe moyenne, d'une mère enseignante et d'un père artiste plasticien. Elle déménage très jeune à Kolea près d'Alger avec ses parents et à 14 ans elle débute le théâtre et commence sa formation sous la direction du dramaturge Youcef Taouint au mouvement théâtral de Kolea (MTK), une association qui a formé plusieurs talentueux comédiens dont Nabil asli et Mustapha Laaribi. À 15 ans elle monte sur scène avec le spectacle El Hayla, une adaptation de L'Ours d'Anton Tchekhov, mis en scène par Youcef Taouin. Le spectacle connaît une tournée nationale et internationale. Par la suite, elle enchaîne un autre spectacle, Kadim El Gheyd, une pièce du même metteur en scène, qui décroche des prix dans des festivals nationaux et maghrébins. Durant cette période, Mina participe à plusieurs formations et master class avec des coachs internationaux autour de la technique d'acting, passant par la méthode de Stanislavski et Meyerhold, allant vers la Commedia dell'arte, jusqu'au théâtre européen de manière générale.

### Ses débuts devant la camera
À 19 ans, elle connaît sa première expérience face à une caméra dans le film engagé Normal de Merzak Alouach, sorti en 2011. Cette participation lui permet d'être nommée au Doha Tribeca Film Festival DTFF pour le meilleur second rôle féminin, mais le prix est attribué à Nadine Labaki. À son retour en Algérie, le film fait polémique et la comédienne en est victime. Mina est même menacée de mort pour y avoir participé.
En 2010, Mina est repérée sur scène pour jouer dans la sitcom Saad el Guat réalisée par Mouzahem Yahia et diffusée à l'ENTV. La série connaît un gros succès en  marquant toute une génération, c'est la première fois qu'on distribue une jeune comédienne pour jouer un rôle principal à la télévision algérienne. Il s'ensuit une deuxième saison, et le premier rôle durant deux autres saisons de la sitcom Zhar Makanch du même réalisateur, une série qui connaît également un grand succès et dans laquelle le mot Bayra (vieille fille non mariée) est  banalisé, Bayra un mot à cette époque représentant une insulte blessante pour les jeunes filles non mariées. Elle participe aussi a la version algérienne de Camera café. Durant cette période, Mina participe notamment à plusieurs courts métrages.
Les deux années qui suivent la sortie du film Normal, la comédienne subit un acharnement sur les réseaux sociaux, qui atteint des dimensions énormes, elle décide donc de faire un répit afin de prendre un peu de recul.

### Le retour

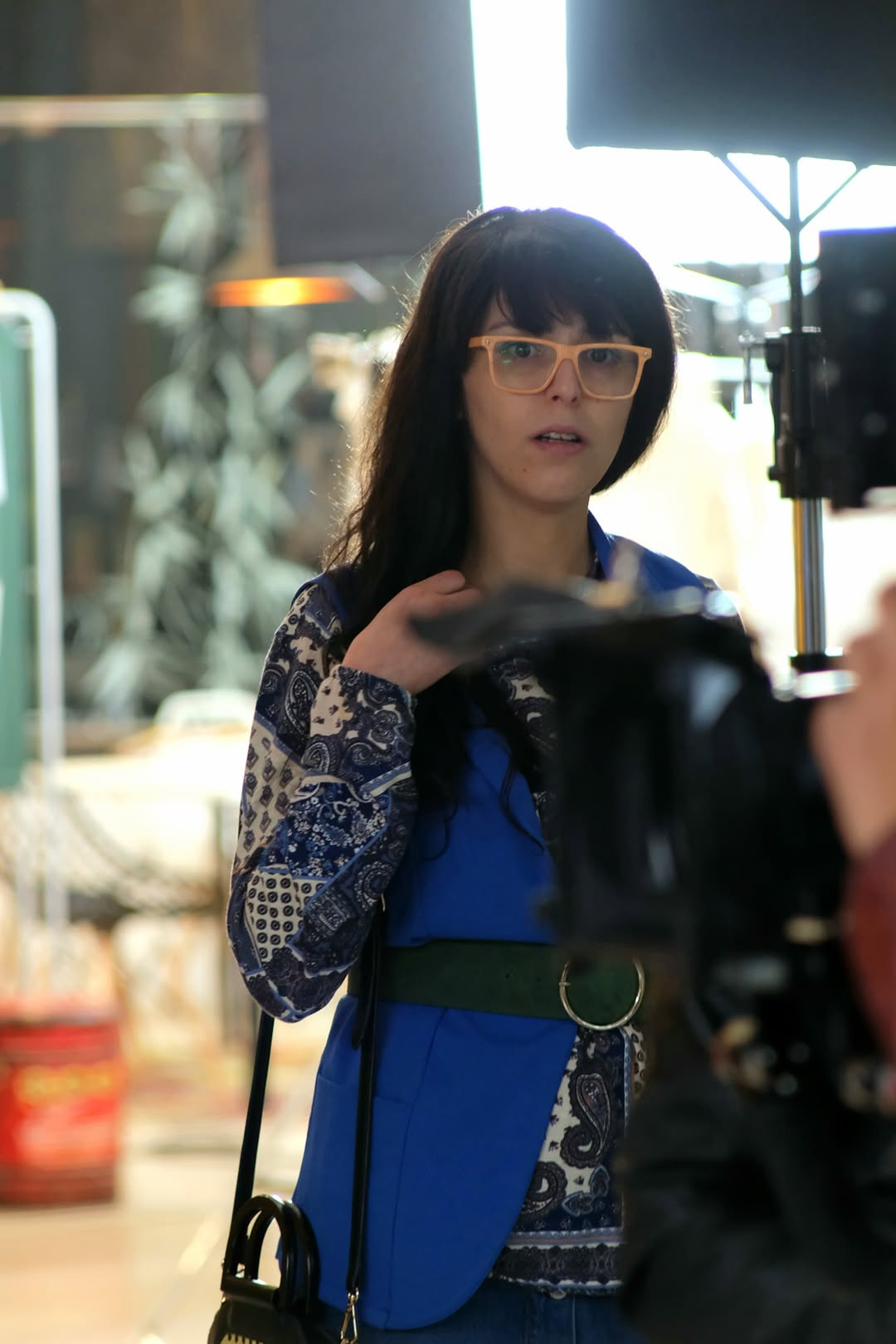
Mina dans le role de Timoucha

En 2015, elle décide de retourner enfin à la télévision et participe dans des rôles principaux à plusieurs séries et sitcoms humoristiques. Durant cette période, l'humour est principalement pour elle une thérapie mais aussi un moyen de faire passer des messages concernant des causes qui lui tiennent à cœur.
L'année 2020 estune année très fructueuse pour la comédienne, qui participe à deux courts métrages, dont L'un des deux court toute la nuit de Fayçal Hammoum sélectionné au renommé festival du court métrage de Clermont-Ferrand en France. Elle commence aussi le tournage du long métrage La Dernière Reine de Damien Ounouri et Adila Bendimerad qui connaît à sa sortie un succès public et critique en Algérie et ailleurs et il fera la tournée des festivals les plus prestigieux au monde.
L'année 2020 marque aussi son retour à la télévision avec la série Timoucha, une version algérienne de la série colombienne Léa la fea plus connue comme Ugly Betty dans sa version américaine. Dans Timoucha Mina collabore à nouveau avec le réalisateur Mouzahem Yahia en jouant le rôle principal. La série connaît un franc succès. Elle enchaîne l’année 2021 avec la deuxième saison mais il faudra attendre 2024 pour voir la troisième saison de Timoucha qui sera diffusée sur Samira tv. En 2023, le réalisateur Djaffar Gacem la sollicite pour le rôle de Douja pour la deuxième saison de la série Dar Lefchouch. Elle fait aussi une apparition dans un rôle secondaire dans le feuilleton El Barani de Yahia Mouzahem.

## Théâtre
- 2004 : L’épopée De Souidani Boudjamaa  de Youcef Taouint
- 2004 : El Hayla de Youcef Taouint
- 2005 : Kadam El Ghayd de Youcef Taouint
- 2021 : Pousticha de Ahmed Rezzak

## Filmographie

### Cinéma
- 2011 : Square Port Said de Faouzi Boudjema
- 2012 : Normal de Merzak Alouach
- 2015 : Mektoub de Lamia Brahimi
- 2021 : Toute La Nuit de Fayçal Hammoum
- 2022 : La Dernière Reine de Damien Ounouri et Adila Bendimerad

### Télévision

#### Séries télévisées
- 2010 : Saad El Guat Saison 1 / Saison 2 de Yahia Mouzahem
- 2011 : Le Facteur de Mehdi Abdelhak
- 2012 : El Zhar Makanch Saison 1 / Saison 2 de Yahia Mouzahem
- 2012 : Camera Café 1 de Mohamed Lamine Chaker
- 2013 : Camera Café 2 de Nassim Boumaiza
- 2013 : Camilia de Imen Nasri
- 2015 : Djarti Saison 1 / Saison 2 de Yahia Mouzahem
- 2016 : Cercala de Yahia Mouzahem
- 2016 : Yema Bentek Rahi Hasla de Bilel Bali
- 2017 : El Kenz de Mourad Kalai
- 2018 : Bnet Essi de Imen Nasri
- 2018 : Trig de Yahia Mouzahem
- 2018 : Dakious & Makious de Abdelkader Djeriou et Lord Lewis Martin
- 2020 : Timoucha de Yahia Mouzahem
- 2022 : Hab El Mlouk de Noureddine Shili
- 2023 : Dar Lefchouch de Djaffar Gacem
- 2023 : El Barani de Yahia Mouzahem[7]

### Récompenses
- 2022 : Red Sea International Film Festival, Prix de la meilleure actrice féminine dans la catégorie longs métrages de fiction.

## Sources
1. ↑  https://www.kreo-agency.com, « Mina Lachter, comédienne : “Les rôles de composition me passionnent” - Culture : Liberté », sur www.liberte-algerie.com (consulté le 2 juillet 2025)
2. 1 2  « Tipaza », sur Djazairess (consulté le 24 décembre 2024)
3. ↑  (en) « Wojooh - Mina Lachter », sur agence-wojooh.com (consulté le 24 décembre 2024)
4. ↑  « Dans ce métier, vous êtes vite catalogué dans un registre Mina Lachter. Comédienne », sur vitaminedz.com (consulté le 24 décembre 2024)
5. ↑  « Mina Lachter | Artiste », sur IMDb (consulté le 24 décembre 2024)
6. ↑  « L'Expression: Culture - «Interpréter ce rôle est un vrai plaisir!» », sur L'Expression (consulté le 24 décembre 2024)
7. ↑  (en-US) WebLight, « Mina Lachter » (consulté le 24 décembre 2024)